# Élie Seignette
Élie Seignette (né en 1632 à La Rochelle, où il est mort en 1698) était un chimiste et apothicaire français qui a inventé le Sel Seignette.

## Biographie
Élie Seignette, fils de Jehan Seignette et de Marie-Suzanne Guillemard, est comme son père apothicaire à La Rochelle. À la recherche d’un purgatif doux, il fit réagir du tartre et de la soude entre eux et trouva ainsi entre 1648 et 1660 le sel de Seignette avec son frère Jehan. Il le produisait avec son frère Jehan (*1623- †1663) en grande quantité. La formule du sel Seignette restera presque 60 ans dans la famille. Faussement l’invention est souvent attribuée à son fils Pierre Seignette, qui était également pharmacien et médecin.